# تلوث المياه الجوفية بالزرنيخ

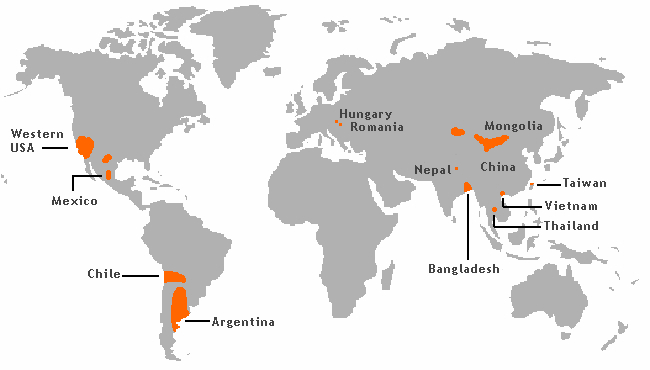
مناطق تلوث المياه الجوفية بالزرنيخ

ان تلوث المياه الجوفية هو حدث طبيعي للتركيز العالي لمادة الزرنيخ في المستويات الاعمق للمياه الجوفية والتي أصبحت مشكلة بارزة في السنوات الأخيرة بسبب استخدام الابار الانبوبية العميقة من اجل امداد المياه لدلتا نهر الغانج مما قد يؤدي إلى تسمم زرنيخي حقيقي لأعداد كبيرة من الناس. في دراسة لعام 2007 وجد ان أكثر من 137 مليون شخص في أكثر من 70 بلدا على الارجح بتأثرون بالتسمم الزرنيخي عن طريق شرب المياه.وأيضا وجد تلوث المياه الجوفية بالزرنيخ في الكثير من البلدان في جميع أنحاء العالم بما في ذلك الولايات المتحدة الأمريكية.
وقد تم الإبلاغ عما يقارب 20 حالة تلوث للمياه الجوفية بالزرنيخ في جميع أنحاء العالم. ومن بين هؤلاء أربعة حوادث كبرى في آسيا، بما في ذلك مواقع في تايلاند وتايوان وجمهورية الصين الشعبية.
كما اثر هذا التلوث على دول أمريكا الجنوبية مثل الأرجنتين وتشيلي. وهناك العديد من المواقع في الولايات المتحدة حيث المياه الجوفية فيها تحتوي على تركيزات زرنيخية تتجاوز معيار وكالة حماية البيئة ب 10 اجزاء لكل مليار اعتمدت في عام 2001. فوفقا للفيلم الأخير الذي رصد عن طريق ِ استجابة بيئية شاملة الأمريكي بعنوان «في جرعات صغيرة» وجد ان الملايين من الابار تحتوي على مستويات زرنيخية غير معروفة وفي بعض المناطق للولايات المتحدة وجد أيضا أكثر من 20% من الابار التي قد تحتوي على مستويات غير امنة.
يعد الزرنيخ مادة مسرطنة فهي قد تسبب العديد من أنواع السرطانات مثل؛ سرطان الجلد والرئة والمثانة وكذلك أمراض القلب والأوعية الدموية فبعض البحوث توصلت إلى ان الزرنيج وان كان في اقل حالات تركيزه لايزال هناك خطر من التلوث به مما قد يؤدي إلى حدوث الأسباب الرئيسية للوفاة.وبحثت دراسة اجريت لستة مناطق متجاورة في مقاطعة جنوب شرق ميتشيغان العلاقة بين مستويات الزرنيخ المعتدلة وبين 23 نتيجة لامراض تم اخيارها. فشملت نتائج الأمراض عدة أنواع من السرطان، وامراض الدورة الدموية والجهاز التنفسي، ومرض السكري، وامراض الكلية والكبد. ولوحظت معدلات وفيات مرتفعة لجميع امراض الدورة الدموية. لذلك فقد اقر الباحثون بأن هناك حاجة لتكرار النتائج التي توصلوا إليها.
ففي دراسة اولية تبين العلاقة بين التعرض للزرنيخ الموجود في البول وبين مرض السكري من النوع الثاني. وايدت النتائج الفرضية القائلة بأن انخفاض مستويات التعرض للزرنيخ غير العضوي في مياه الشرب قد تلعب دورا في انتشار مرض السكري.
وتلوث المياه بالزرنيخ يمكن ان يعرض جهاز المناعة أيضا للخطر.

## تلوث مناطق معينة وتلوث الاقاليم

### بنغلادش وغرب البنغال

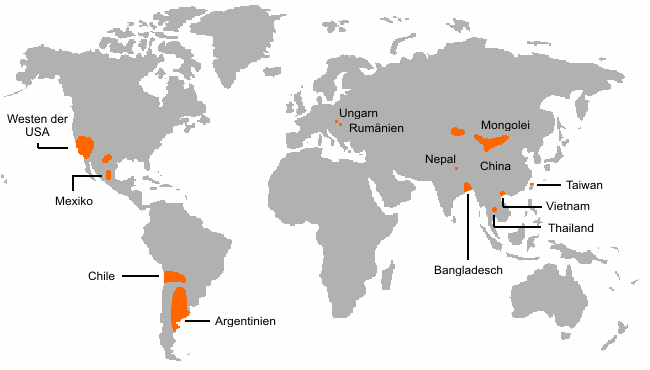
Groundwater arsenic contamination areas

قصة تلوث المياه الجوفية بالزرنيخ في بنغلادش هي وحدها قصة مأساوية.فالعديد من الناس قتلوا جراء هذا التلوث.واصابت امراض الإسهال العالم النامي لمدة طويلة باعتبار هذا المرض سبب رئيسي للوفاة خصوصا عند الأطفال.فقبيل عام 1970 حصلت بنغلادش معدلات الوفيات الأعلى للاطفال الرضع في العالم.فعملية تنقية المياه الغير فعالة وأنظمة الصرف الصحي فضلا عن الرياح الموسمية والفياضانات المتكررة عملت على تفاقم هذه المشكلة.كحل لهذه المشكلة دعا اليونيسيف والبنك الدولي إلى استخدام الابار للاستفادة من المياه الجوفية العميقة لايجاد حل سريع وغير مكلف.وتنيجة لذلك شيدت الملايين من الابار وبسبب هذا الإجراء انخفضت معدلات وفيات الأطفال ومرض الإسهال بنسبة 50% ومع أكثر من 8 ملايين من الابار التي شيدت فقد تبين على مدى العقدين الماضيين ان واحدا تقريبا من كل خمسة من هذه الابار ملوثة حاليا بالزرنيخ بحسب المستوى المسموح به لشرب الماء من قبل الحكومة.
في دلتا نهر الغانج عادة ما تزيد الابار المتضررة عن 20 متر ويقل عمقها عن 100 متر.فالمياه الجوفية الاقرب إلى السطح امضت عادة وقتا اقل في باطن الأرض لذلك من المحتمل ان امتصاص الزرنيخ عندها سيكون اقل؛ اما المياه الاعمق من 100 متر فتتعرض لرواسب أقدم بكثيرمتشبعة اصلا بمادة الزرنيخ.
Dipankar Chakraborti من ولاية البنغال الغربية لفت الانتباه الدولي إلى هذه الازمة في عام 1995.</ref>
فبداية تحقيقه كانت في غرب البنغال عام 1988 وفي النهاية نشر التحقيق عام 2000.نتائج الدراسة التي اجريت في البنغلادش انطوت على تحليل آلاف من عينات المياه وكذلك الشعر والاظافر وعينات البول. ووجد الباحثون حوالي 900 قرية ملوثة بالزرنيخ فوق الحد الأقصى لما وضعته الحكومة. Dipanker Chakraborti انتقد الوكالات قائلا انهم نفوا وجود هذه المشكلة خلال التسعينات بينما غرقت الملايين من الابار الانبوبية. لاحقا وكالات الإغاثة وظفت الخبراء الاجانب الذين اوصوا باستخدام محطات المعالجة بالنبات والتي لم تكن ملائمة للظروف، وكانت تتوقف بشكل مستمر، أو التي لم تكن تزيل الزرنيخ.
يقول Dipanker Chakraborti ان وضعية الزرنيخ في بنغلادش وفي ولاية البنغال الغربية يعود إلى الإهمال.ويضيف قائلا ان المياه في ولاية البنغال الغربية في معظمها يتم توفيرها من الأنهار. فيما المياه الجوفية تأتي من الابار الانبوبية العميقة والتي هي قليلة العدد في الولاية. بسبب العدد المنخفض للابار الانبوبية العميقة فان خطر المرضى المتأثرون بالزرنيخ اقل نسبيا في ولاية البنغال.
وفقا لمنظمة الصحة العالمية، " في بنغالادش وغرب البنغال (الهند)، وبعض المناطق الأخرى فان أكثر المياه المستخدمة للشرب كانت تجمع من الابار المحفورة المفتوحة ومن البرك المحتوية على كميات قليلة أو معدومة من الزرنيخ، لكن الماء الملوث بالزرنيخ يؤدي إلى الإصابة بالأمراض مثل الإسهال والزحار والتيفوئيد والكوليرا والتهاب الكبد. البرامج التي اتخذت لتوفير مياه الشرب الامنة خلال السنوات 30 الماضية ساعدت على الحد من هذه الأمراض ولكن في بعض المناطق كان لها اثر جانبي غير متوقع بحيث كشف للسكان عن مشكلة صحية أخرى وهي الزرنيخ.
حيث حددت منظمة الصحة العالمية المستوى المقبول لتركيز الزرنيخ في مياه الشرب الامنة ب 0.01 ملغ\ لتر. بينما معيارَ حكومةِ بانغلادش أعلى بقليل فقد بلغ 0.05 ملغ \لتر على أساس انه معيار للسلامة. وقد حددت منظمة الصحة العالمية المناطق الواقعة تحت التهديد: سبعة من تسعة عشر مقاطعة من ولاية البنغال الغربية تحتوي المياه الجوفية فيها على تركيزات من الزرنيخ تزيد عن 0.05 ملغ \ لتر.ومجموع السكان في هذه المناطق السبعة أكثر من 34 مليون نسمة بينما مستخدمي المياه الغنية بالزرنيخ يزيد عن 1 مليون (للمياه الملوثة بما يزيد عن نسبة 0.05) ملغ \لتر.حيث ان هذا الرقم يتزايد إلى 1.3 مليون عندما يزيد التركيز عن 0.01 ملغ \لتر. ووفقا لدراسة المسح الجيولوجي البريطاني لعام 1998 للابار الانبوبية الضحلة في 61 مقاطعة من مقاطعات بنغلادش البالغة 64 وجد ان 46% من العينات كانت فوق 0.01 ملغ\ لتر وان 27% كانت فوق 0.050 ملغ\ لتر. فعندما نقارن بين عدد السكان المقدر عام 1999، نجد أن عدد الأشخاص الذين يتعرضون لتركيزات الزرنيخ والتي يزيد مستواها عن 0.05 ملغ \لتر هم ما بين 28-35 مليون نسمة وعدد أولئك الذين يتعرضون لأكثر من 0,01 ملغ / لتر لاكثر من 0.01 ملغ \ لتر هو 46-57 مليون نسمة BGS,2000 
ان الابار الانبوبية المستخدمة لتحويل الزرنيخ تخضع لاختبار تركيز الزرنيخ. فاحداها ان وجدت تركيز للزرنيخ زائدا عن المستوى الأمن تتلون باللون الأحمر لتحذر السكان بان المياه غير صالحه للشرب.
الحل، حسبما يقول Dipanker Chakraborti «من خلال استخدام المياه القريبة من السطح وتأسيس قاعده فعالة لتنظيم السحب وغمر ولاية البنغال الغربية وبنغلاديش بالمياه السطحية.وينبغي لنا ان اولا ان ننظم مستجمعات مائية مناسبة. معالجة واستخدام المياه السطحية المتوفرة كمياه الأمطار وغيرها. فالطريقة التي نتبعها في الوقت الحاضر غير مستحسنة».

### الولايات المتحدة
هناك العديد من المواقع في جميع أنحاء الولايات المتحدة حيث المياه الجوفية تحتوي على تركيزات عالية من الزرنيخ بشكل طبيعي.قضايا المياه الجوفية ذات السمية الشديدة بفعل الزرنيخ مثل تلك التي وجدت في بنغلاديش، هي قضايا غير معروفة في الولايات المتحدة حيث ركزت على دور الزرنيخ كمادة مسرطنة. ولقد ظلت مشكلة التركيزات العالية للزرنيخ تخضع لتدقيق أكبر في السنوات الأخيرة بسبب تغيير الحكومة لمعايير الزرنيخ في مياه الشرب.
بعض المواقع في الولايات المتحدة، مثل فالون، نيفاد المعروفة منذ فترة طويلة بوجود المياه الجوفية العالية التركيز لمادة الزرنيخ نسبيا (أكثر من 0,08 ملغ / لتر).). وحتى بعض المياه السطحية، مثل نهر الأخضر في ولاية أريزونا حيث يتجاوز مستوى الزرنيخ أحيانا 0,01 ملغم / لتر خاصة خلال فترات انخفاض التدفق عندما يسيطر تدفق النهر على تصريف المياه الجوفية.
وهناك معيار لمياه الشرب المحتوية على 0,05 ملغ / لتر من الزرنيخ أي (ما يعادل 50 جزء لكل مليار أو جزء بالمليار) فالزرنيخ اصلا اشتهر في الولايات المتحدة عن طريق دائرة الصحة العامة في عام 1942. فدرست وكالة حماية البيئة ايجابيات وسلبيات تخفيض الحد الاقصى للتلوث الزرنيخي (MCL) لسنوات في اواخر الثمانينات والتسعينات.ولم يتخذ أي إجراء حتى يناير 2001 عندما كانت الاسابيع الأخيرة لإدارة كلينتون حيث اصدرت الإدارة معيارا جديدا 0.01 ملغم / لتر (10 اجزاء في المليار) نافذ المفعول في يناير 2006. وعلقت إدارة بوش مرسوم منتصف الليل لكن بعد بضعة أشهر من الدراسة، مسؤولة وكالة حماية البيئة الجديدة كريستين تود وايتمان صدقت على معيار جديد للزرنيخ وهو 10 اجزاء في المليار وتأريخ نفاذه الاصلي حتى يناير / كانون الثاني لعام 2006.
ان العديد من أنظمةِ إمدادِ المياه العامّةِ عبر الولايات المتّحدةِ حَصلتْ على إمدادِ مياهها مِنْ المياه الجوفيّةِ التي تناسبت مع المعيار القديم 50 في المليار لكنها أيضا تخطت المعيار الجديد 10 بالمليون. هذه المرافقِ بَحثتْ عن أمّا تجهيز بديل أَو طريقة معالجةِ رخيصةِ لإزالة الزرنيخِ مِنْ مائِهم. في أريزونا، ما يُقدّر ب35 بالمائة من آبار إمدادِ المياه وُضِعتْ خارج نطاق الامتثال للنظام الجديد. ففي كاليفورنيا كانت النسبة 38%.
ويبقى الزرنيخ السليم موضوعا قابلا للنقاش. فقد رأى البعض بأن 10 اجزاء في المليار مستوى لا يزال مرتفع للغاية، في حين رأى آخرون أن 10 اجزاء في المليار هي مستويات صارمة دون داع. الولايات الفردية قادرة على وضع حدود أقل الزرنيخ؛ مثل نيو جيرسي التي فعلت ذلك، فقد وضعت الحد الأقصى للزرنيخ في ماء الشرب بما يعادل 0.005 ملغ \ لتر.
ففي دراسة لابار خاصة في جبال الابلاش وجد ان ستة في المئة من هذه الابار تحتوي على الزرنيخ بمعدلات تفوق معيار الولايات المتحدة (0.010 ملغ \ لتر).
.

### نيبال
في نيبال توجد مشكلة خطيرة مع التلوث بالزرنيخ ولاسيما في منطقة تيراي، والأسوأ من ذلك يكمن بالقرب من حي ناوالباراسى، حيث ان 26% من الابار الضحلة فشلت في الوصول إلى المعيار الذي حددته منظمة الصحة العالمية وهو 10 اجزاء في المليار. وأيضا في دراسة اجرتها الوكالة اليابانية للتعاون الدولي والبيئة في وادي كاتماندو، بما يخص حفر الابار العميقة، 71.6%اخفقت في تلبية معايير منظمة الصحة العالمية، و11.9% أيضا اخفقت في تلبية معايير نيبال ب50 جزء في المليار.

## حلول تنقية المياه

### معالجة المياه على نطاق ضيق
يدعي Chakraborti ان نظام استخدام النباتات لا زالة الزرنيخ (ARPs) المثبتة في بنغلادش من قبل برنامج الأمم المتحدة الإنمائي ومنظمة الصحة العالمية كانت مضيعة هائلة من الأموال المستحقة للاعطال، واستثمارا غير مناسب، وكانت أيضا انعداما لمراقبة الجودة.
ان أسهل وارخص نموذج لا زالة الزرنيخ معروف باسم Sono arsenic filter، وذلك عن طريق استخدام ثلاثة اباريق حيث يحتوي الأول على حديد تم تدويره ورمل، وفي الثاني الكاربون الخشبي المنشّطِ والرملِ. والاسطل البلاستيكية يمكن أيضا استخدامها كحاويات مرشحة.
وقيل ان الالاف من هذه الأنظمة قيد الاستعمال ويمكن ان تستمر لسنوات عديدة بينما تستعمل أيضا لتفادي مشكلة التخلص من النفايات السامة الصلبة في المحطات التقليدية لا زالة الزرنيخ عن طريق النباتات. وعلى الرغم من هذه الرواية، فان هذا المرشح لم يكن موثق من قبل أي معايير صحية مثل NSF, ANSI, WQA ولا يعمل على التخلص من النفايات السامة كأي عملية لا زالة الحديد.
ففي الولايات المتحدة الصغيرة تم استخدام وحدات لا زالة الزرنيخ من مياه الشرب «تحت البالوعة». وهذا ما يسمى «نقطة الاستخدام» من اجل المعالجة. فاكثر الأنواع شيوعا للعلاج المحلي هو استخدام تكنولوجيا الامتصاص الكيميائي (استخدام وسائل مثل BayoxideE33, GFH, or titanium dioxide) أو عن طريق استخدام التناضح العكسي. وتبادل الايونات واكسيد الالمنيوم النشط، لكن هذه الطريقة لا تستخدم بشكل شائع.

### معالجة المياه على نطاق واسع
في بَعْض الأماكنِ، مثلimad
الولايات المتّحدةِ، تزود المنازل بمياه الشرب عن طريق خدمات المياه والتي يجب أن تتوافق بشكل جوهري مع معايير مياه الشرب الموافقة (لمعايير الصحة العامة).وهذا قد يتطلب أنظمة معالجة واسعة النطاق لإزالة الزرنيخ من إمدادات المياه. ففعالية أي طريقة تعتمد على التركيب الكيميائي لتوفير المياه المعينة. ان الكيمياء المائية للزرنيخ هي عملية معقدة، ويمكن ان تؤثر على معدل الا زالة التي يمكن تحقيقها من خلال عملية خاصة.
ويمكن لبعض الخدمات الواسعة مع العديد من آبار توفير المياه ان تغلق هذه الابار بفعل التركيزات العالية للزرنيخ، وبالتالي ينتج عنها فقط ابار أو مصادر لمياه سطحية تلبي معيار الزرنيخ.لكن المرافق الأخرى وخاصة تلك الابار الصغيرة ذات الخدمات القليلة يمكن ان لايكون لها تلك الإمدادات التي تقابل المعايير الزرنيخية.
التخثر/ الترشيح (المعروف أيضا باسم التلبد) يعمل على ازالة الزرنيخ عن طريق اعادة الترسيب والامتصاص الكيميائي من خلال استخدام التخثر الحديدي. ويستخدم التخثر/ الترشيح الشب المستعمل اصلا من قبل بعض المرافق لا زالة المواد الصلبة العالقة، ويمكن تعديله لاستعماله في ازالة الزرنيخ. لكن مشكلة هذا النوع من الترشيح انه يمكن ان يسد بسهولة شديدة، في الغالب ضمن اثنان إلى ثلاثة أشهر. يتم التخلص رواسب الزرنيخ السامة عن طريق التثبيت الصلب، ولكن ليس هناك ما يضمن أنها لن تتسرب في المستقبل.
ان امتزاز اكسيد الحديد يرشح المياه من خلال وسيط حبيبي يحتوي على اكسيد الحديد. فاكسيد الحديد له قابلية عالية لتكثيف المعادن الذائبة مثل الزرنيخ. ففي نهاية المطاف متوسط اكسيد الحديد يصبح مشبعا، ويجب استبداله. والتخلص من الرواسب قد تصبح مشكلة أيضا.
ان اكسيد الالمنيوم النشط هو وسيلة ترشيح أخرى معروفة لا زالة رواسب الزرنيخ بفعالية. كما تم استخدامه لا زالة التركيزات العالية من الفلوريد غير المرغوب به.
منذ فترة طويلة والتبادل الأيوني مستخدم بوصفه عملية تخفيف للمياه، مع ذلك فهي عادة ما تعتبر قاعدة منزلية مفردة. كما يمكن ان تكون فعالة في إزالة الزرنيخ عن طريق شحنة ايونية صافية. (يلاحظ ان اكسيد الزرنيخ، As2O3، هو شكل شائع للزرنيخ الموجود في المياه الجوفية القابل للذوبان، لكنه لا يحتوي على شحنة صافية) ولكن العيب الرئيسي فيها انها باهظة الثمن.
ان كلا من التناضح العكسي والكهربي يمكن ان تزيل الزرنيخ عن طريق شحنة ايونية صافية. (يلاحظ ان اكسيد الزرنيخ، As2O3، هو شكل شائع للزرنيخ الموجود في المياه الجوفية قابل للذوبان، لكنه لا يحتوي على شحنة صافية). فبعض المرافق العامة في الوقت الحاضر تستخدم إحدى هذه الاساليب للتقليل من المواد الصلبة الذائبة. مما سيساعد في تحسين الطعم
فالمشكلة مع هاذين الأسلوبين هو إنتاج مياه عادمة عالية الملوحة، يطلق عليها اسم المياه المالحة، أو المركزة، وهي التي يجب التخلص منها.

### تكنولوجيا ازالة الزرنيخ من تحت الأرض
في عملية إزالة الزرنيخ من تحت سطح الأرض (SAR)، يتم إعادة شحن المياه الجوفية المهوية إلى الطبقات الجوفية لإنشاء منطقة اكسدة حيث يمكن إعادة ترسيب الحديد والزرنيخ. ففي هذه المنطقة المؤكسدة التي انشأتها المياه الغازية تعزز نشاط الميكروبات الزرنيخية المؤكسدة والتي يمكن ان تؤكسد الزرنيخ من 3+ إلى 5+ حالات SAR Technology وهي طريقة ازالة الزرنيخ من تحت الأرض. فهذه العملية لا تحتاج إلى مواد كيميائية وتقريبا لا يتنج عنها اية رواسب أثناء عملية التشغيل لان الحديد والزرنيخ محصور تحت الأرض. وبالتالي فان عملية التخلص من النفايات السامة وخطر تعبئتها في المستقبل يشكل عائقا عن طريق استخدام هذه التكنولوجيا، أيضا فعمرها التشغيلي طويل جدا بالمقارنة مع الابار الانبوبية طويلة الامد الماصة للمياه من الطبقات الجوفية الضحلة.
هناك ستة محطات معالجة بالنبات مثل (SAR) مولت من قبل البنك الدولي وشيدت من قبل بعثة Ramakrishna Vivekananda، ومن قبل أيضا Barrackpore من خلال عملية تدوير واسعة النطاق في ولاية البنغال الغربية. وقد تم تسليم كل مصنع أكثر من 3000 لتر من الحديد والزرنيخ الخالي من المياه يوميا للمجتمع الريفي. ففي هذا المجتمع انشئت أول محطة معالجة للمياه على أساس تكنولوجيا (SAR) حيث اقيمت في منطقة كاشمبور بالقرب من كولكاتا عام 2004 من قبل فريق من المهندسين من أوروبا والهند بقيادة الدكتور باسكار سين جوبتا من جامعة الملكة في بلفاست TiPOT
وقد منحت تكنولوجيا (SAR) جائزة Dhirubhai Ambani من IchemE للابداع الكيميائي في الولايات المتحدة، فالدكتور Dr Bhaskar Sen Gupta حصل على جائزة التميز لإدارة مياه آسيا، في كوالالمبور، ماليزيا في نيسان عام 2010. ومرة أخرى كانت تكنولوجيا (SAR) الفائزة بجائزة St. Andrews Award for Environment, 2010 عام 2010. كما دعي (SAR) لحضور معرض الابتكار الذي نظمه البنك الدولي في أفريقيا في نيسان 2010، وفي نوفمبر 2010 فاز فريق بحث (SAR) بجائزة أعلى زمن تعليمي 'Outstanding Engineering Research Team' THE برعاية نظام BAE.

## المدخول الغذائي
في الآونة الأخيرة زعم باحثون من بنغلاديش والمملكة المتحدة ان المدخول الغذائي من الزرنيخ اضيف إلى مجموع كمية المياه الملوثة ثم استعملت هذه المياه في الري.